# 波多野秀治
波多野秀治（生年不詳—1579年6月25日）是日本戰國時代至安土桃山時代在丹波國的武將、大名。父親是波多野晴通。波多野氏最後的當主。

## 生平
生年不詳，家中長男。波多野氏在祖父稙通死後就臣屬於三好長慶。最初自身亦仕於三好氏，在正親町天皇即位儀式時亦有列席。不過在長慶死後的永祿9年（1566年），奪回波多野家的居城八上城，並以戰國大名的身份獨立。而且把女兒嫁予播磨國的別所長治，雙方結成同盟。
永祿11年（1568年），在織田信長奉足利義昭並上洛後，臣服於織田氏。天正3年（1575年），加入信長派遣而來的明智光秀的軍勢，負責討伐丹波國內對抗織田氏的豪族，不過暗中向丹波國的豪族傳達聯手的信息。天正4年（1576年）1月，突然背叛並攻擊光秀的軍勢，並將其撃退（黑井城之戰）。
憤怒的信長令光秀指揮大軍，再度侵攻丹波。對此，在八上城死守，並與國人眾一同頑強抵抗。因對丹波的山岳地形瞭如指掌，巧妙地用兵迎擊，抵擋織田軍的猛攻長達1年半的時間。但因長期的守城戰，兵糧逐漸耗盡，己方的丹後、但馬諸豪族亦相繼被撃破，加上光秀的離間，部份豪族轉而投向織田氏，最終陷入困境，於天正7年（1579年）向光秀降伏。
此後，與弟弟秀尚一同被送到安土城，被信長命令於6月2日在安土的淨巖院慈恩寺中，被處以磔刑。
辭世句是。

## 子孫
根據丹波篠山市的傳說，次男甚藏由乳母抱走並逃到味間，後來改名為波多野定吉，仕於篠山藩。

## 家臣
- 赤井直正
- 荒木氏纲
- 韧井教业

## 外部連結
- 武家家伝＿波多野氏 （页面存档备份，存于）